# Parijs-Tours 2013
De 107e editie van de wielerwedstrijd Parijs-Tours werd gehouden op 13 oktober 2013. De renners reden 235 kilometer van Authon-du-Perche naar Tours . De wedstrijd maakte deel uit van de UCI Europe Tour 2013. De titelverdediger was de Italiaan Marco Marcato. Dit jaar won de Duitser John Degenkolb in de massasprint.

## Deelnemende ploegen
UCI World Tour-ploegen
- Lotto-Belisol
- Omega Pharma-Quick-Step
- Team Saxo-Tinkoff
- Euskaltel-Euskadi
- BMC Racing Team
- Team Garmin-Sharp
- AG2R-La Mondiale
- FDJ.fr
- Astana
- Belkin Pro Cycling
- Argos-Shimano
- Vacansoleil-DCM
- Katjoesja

Professionele continentale ploegen
- MTN-Qhubeka
- Accent-Wanty
- Crelan-Euphony
- Topsport Vlaanderen-Baloise
- Bretagne-Séché Environnement
- Cofidis
- Sojasun
- Team Europcar
- IAM Cycling

Continentale ploegen
- Auber 93
- Vélo-Club La Pomme Marseille
- Roubaix-Lille Métropole

## Uitslag
| Parijs–Tours 2013 (235 km) |                     |                             |          |
| Plaats                     | Naam                | Ploeg                       | Tijd     |
| Winnaar                    | John Degenkolb      | Argos-Shimano               | 5u29'19" |
| 2                          | Michael Mørkøv      | Team Saxo-Tinkoff           | z.t.     |
| 3                          | Arnaud Démare       | FDJ.fr                      | z.t.     |
| 4                          | Tyler Farrar        | Team Garmin-Sharp           | z.t.     |
| 5                          | Michael Van Staeyen | Topsport Vlaanderen-Baloise | z.t.     |
| 6                          | Heinrich Haussler   | IAM Cycling                 | z.t.     |
| 7                          | Samuel Dumoulin     | AG2R-La Mondiale            | z.t.     |
| 8                          | Jon Aberasturi      | Euskaltel-Euskadi           | z.t.     |
| 9                          | Ioannis Tamouridis  | Euskaltel-Euskadi           | z.t.     |
| 10                         | Niki Terpstra       | Omega Pharma-Quick-Step     | z.t.     |
| 11                         | Romain Hardy        | Cofidis                     | z.t.     |
| 12                         | Sylvain Chavanel    | Omega Pharma-Quick-Step     | z.t.     |
| 13                         | Kenneth Vanbilsen   | Topsport Vlaanderen-Baloise | z.t.     |
| 14                         | Lloyd Mondory       | AG2R-La Mondiale            | z.t.     |
| 15                         | Pieter Serry        | Omega Pharma-Quick-Step     | z.t.     |
| 16                         | Peio Bilbao         | Euskaltel-Euskadi           | z.t.     |
| 17                         | Jay Robert Thomson  | MTN-Qhubeka                 | z.t.     |
| 18                         | Bram Tankink        | Belkin Pro Cycling          | z.t.     |
| 19                         | Romain Zingle       | Cofidis                     | z.t.     |
| 20                         | Graeme Brown        | Belkin Pro Cycling          | z.t.     |

1896 · 
1897-1900 · 
1901 · 
1902-1905 · 
1906 · 
1907 · 
1908 · 
1909 · 
1910 · 
1911 · 
1912 · 
1913 · 
1914 · 
1915-1916 · 
1917 · 
1918 · 
1919 · 
1920 · 
1921 · 
1922 · 
1923 · 
1924 · 
1925 · 
1926 · 
1927 · 
1928 · 
1929 · 
1930 · 
1931 · 
1932 · 
1933 · 
1934 · 
1935 · 
1936 · 
1937 · 
1938 · 
1939 · 
1940 · 
1941 · 
1942 · 
1943 · 
1944 · 
1945 · 
1946 · 
1947 · 
1948 · 
1949 · 
1950 · 
1951 · 
1952 · 
1953 · 
1954 · 
1955 · 
1956 · 
1957 · 
1958 · 
1959 · 
1960 · 
1961 · 
1962 · 
1963 · 
1964 · 
1965 · 
1966 · 
1967 · 
1968 · 
1969 · 
1970 · 
1971 · 
1972 · 
1973 · 
1974 · 
1975 · 
1976 · 
1977 · 
1978 · 
1979 · 
1980 · 
1981 · 
1982 · 
1983 · 
1984 · 
1985 · 
1986 · 
1987 · 
1988 · 
1989 · 
1990 · 
1991 · 
1992 · 
1993 · 
1994 · 
1995 · 
1996 · 
1997 · 
1998 · 
1999 · 
2000 · 
2001 · 
2002 · 
2003 · 
2004 · 
2005 · 
2006 · 
2007 · 
2008 · 
2009 · 
2010 · 
2011 · 
2012 · 
2013 · 
2014 · 
2015 · 
2016 · 
2017 · 
2018 · 
2019 ·
2020 ·
2021 ·
2022 ·
2023 ·
2024 ·
Etappewedstrijden

 Ster van Bessèges · 
 Ronde van de Middellandse Zee · 
 Ruta del Sol · 
 Ronde van de Algarve · 
 Ronde van de Haut-Var · 
 Driedaagse van West-Vlaanderen · 
 Internationale Wielerweek · 
 Internationaal Wegcriterium · 
 Driedaagse van De Panne-Koksijde · 
 Ronde van de Sarthe · 
 Ronde van Trentino · 
 Ronde van Turkije · 
 Ronde van Asturië · 
 Vierdaagse van Duinkerke · 
 Ronde van Azerbeidzjan · 
 Szlakiem Grodòw Piastowskich · 
 Ronde van Castilië en León · 
 Ronde van Picardië · 
 Ronde van Noorwegen · 
 World Ports Classic · 
 Ronde van Beieren · 
 Ronde van België · 
 Tour des Fjords · 
 Ronde van Estland · 
 Ronde van Luxemburg · 
 Boucles de la Mayenne · 
 Ster ZLM Toer · 
 Ronde van Slovenië · 
 Route du Sud · 
 Ronde van Oostenrijk · 
 Sibiu Cycling Tour · 
 Ronde van Wallonië · 
 Ronde van Portugal · 
 Ronde van Denemarken · 
 Ronde van de Ain · 
 Ronde van Burgos · 
 Arctic Race of Norway · 
 Ronde van de Limousin · 
 Ronde van Poitou-Charentes · 
 Wielerweek van Lombardije · 
 Ronde van Groot-Brittannië · 
 Ronde van Gévaudan Languedoc-Roussillon · 
 Eurométropole Tour
Eendaagse wedstrijden

 GP La Marseillaise · 
 Grote Prijs van de Etruskische Kust · 
 Trofeo Palma · 
 Trofeo Ses Salines · 
 Trofeo Serra de Tramuntana · 
 Trofeo Platja de Muro · 
 Trofeo Laigueglia · 
 Ronde van Murcia · 
 Omloop Het Nieuwsblad · 
 Classic Sud Ardèche · 
 GP Lugano · 
 Clásica de Almería · 
 Kuurne-Brussel-Kuurne · 
 La Drôme Classic · 
 Le Samyn · 
 GP Città di Camaiore · 
 Strade Bianche · 
 Roma Maxima · 
 Ronde van Drenthe · 
 Dwars door Drenthe · 
 Nokere Koerse · 
 GP Nobili Rubinetterie · 
 Handzame Classic · 
 Classic Loire-Atlantique · 
 Grote Prijs van Cholet-Pays de Loire · 
 Dwars door Vlaanderen · 
 Route Adélie de Vitré · 
 Volta Limburg Classic · 
 Grote Prijs Miguel Indurain · 
 Ronde van La Rioja · 
 Scheldeprijs · 
 GP Pino Cerami · 
 Klasika Primavera · 
 Parijs-Camembert · 
 Brabantse Pijl · 
 GP Denain · 
 Ronde van de Finistère · 
 Tro Bro Léon · 
 Ronde van Keulen · 
 La Roue Tourangelle · 
 Rund um den Finanzplatz Eschborn-Frankfurt · 
 Ronde van de Somme · 
 ProRace Berlin · 
 Grote Prijs van Plumelec · 
 Boucles de l'Aulne · 
 Ronde van Zeeland Seaports · 
 Trofeo Melinda · 
 GP Kanton Aargau · 
 Ronde van Limburg · 
 Ronde van de Apennijnen · 
 Halle-Ingooigem · 
 Trofeo Matteotti · 
 Prueba Villafranca de Ordizia · 
 GP Industria & Artigianato-Larciano · 
 Ronde van Toscane · 
 Circuito de Getxo · 
 Polynormande · 
 RideLondon Classic · 
 GP Stad Zottegem · 
 Dutch Food Valley Classic · 
 Châteauroux Classic de l'Indre · 
 Druivenkoers Overijse · 
 Ronde van Veneto · 
 Schaal Sels · 
 Memorial Rik Van Steenbergen · 
 Brussels Cycling Classic · 
 GP Fourmies · 
 Ronde van de Doubs · 
 GP Jef Scherens · 
 Coppa Bernocchi · 
 Coppa Agostoni · 
 GP van Wallonië · 
 Ronde van de Drie Valleien · 
 Kampioenschap van Vlaanderen · 
 Memorial Marco Pantani · 
 Grote Prijs Impanis-Van Petegem · 
 GP van Isbergues · 
 GP Industria & Commercio di Prato · 
 Omloop van het Houtland · 
 Duo Normand · 
 Milaan-Turijn · 
 Ronde van Piëmont · 
 Ronde van het Münsterland · 
 Pro Cycling Marathon · 
 Ronde van de Vendée · 
 Memorial Frank Vandenbroucke · 
 Coppa Sabatini · 
 Parijs-Bourges · 
 Ronde van Emilia · 
 GP Beghelli · 
 Parijs-Tours · 
 Nationale Sluitingsprijs · 
 Ronde van Romagna · 
 Chrono des Nations